# アセトアミノフェン

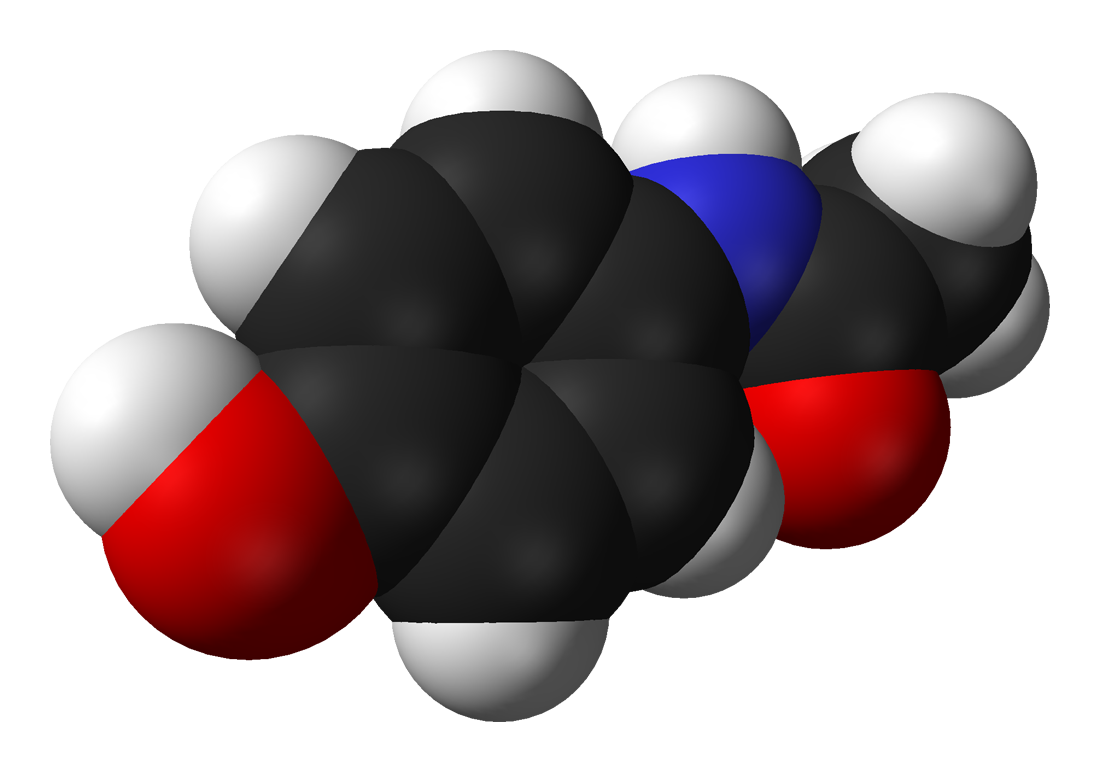
アセトアミノフェン分子

アセトアミノフェン（英: Acetaminophen、USAN、JAN）またはパラセタモール（英: Paracetamol、INN）は、解熱・鎮痛薬の一つである。非ステロイド性抗炎症薬（NSAIDs）には分類されない。主に発熱、悪寒、頭痛などの症状改善に用いられ、一般用医薬品の感冒薬にも広く含有される。
1877年に発見され、医療用として広く用いられるに至ったのは1950年代以降である。米国と欧州で最も利用される鎮痛薬・総合感冒薬である 。WHO必須医薬品モデル・リストに収録されている。

## 特徴
アセトアミノフェンはアスピリンやイブプロフェンなどの非ステロイド性抗炎症薬 (NSAIDs) と異なり、抗炎症作用はほぼ有していない。正常な服用量では、血液凝固、腎臓あるいは胎児の動脈管収縮などの影響が少ない。オピオイド系鎮痛剤と異なり、興奮、眠気、多幸感などの副作用と薬物依存、耐性、離脱症状は観察されない。

## 用途

### 医療用
鎮痛剤として多く頓服処方されている。関節炎、痛風、腎結石、尿路結石、片頭痛、疼痛、歯痛、外傷、生理痛、腰痛、筋肉痛、神経痛、小規模から中規模な手術後などの鎮痛目的で使用される。解熱鎮痛薬の中では副作用が最も少ない部類に入る（副作用がないわけではない）ため、多くの疾患で第一選択薬として使用されている。
デング熱では解熱鎮痛剤として、アセトアミノフェンが推奨されている（サリチル酸系統のものは、出血傾向やアシドーシスを助長することから禁忌）。
日本では承認審査体制の整備前より使用されており、先発品は存在しない。第2類医薬品として、「タイレノール」や「ノーシン」が販売される。処方箋医薬品としてはアセトアミノフェン単剤として「カロナール」をあゆみ製薬が製造販売している 。また、イソプロピルアンチピリン、アリルイソプロピルアセチル尿素、無水カフェイン合剤の「SG配合顆粒 1g」を塩野義製薬が、トラマドール合剤の「トラムセット配合錠」を持田製薬が販売している。
水溶性が極めて低いため、消化器疾患で内服不可能な患者には投与が難しかったが、2013年11月、テルモが静脈注射製剤として「アセリオ」（ガラスバイアル製剤）を発売、2017年2月には「アセリオバッグ」（プラスチック製のソフトバッグ製剤）を発売した。しかし前述の通り水溶性が極めて低いため、析出を防ぐためには単独投与にしなければならないこと、重篤な肝障害が発現するおそれがあるため15分かけて静注すること、1回の投与量は剤型に関わらず体重当たりで決まること（全ての患者に1000 mg/100 mL全量投与しない）、などの注意が必要である。

### その他の用途
グアム島で生態系へ悪影響を及ぼしている、外来種のミナミオオガシラを駆除するのに用いられる。

## 禁忌
重篤な肝機能障害ないしは本剤に対して過敏症既往のある場合。2023年10月に、添付文書が改訂され、重篤な血液異常、重篤な腎機能障害、重篤な心機能不全、アスピリン喘息既往は禁忌指定解除となった。
アセトアミノフェンはアスピリン喘息の発症に関与していると考えられているプロスタグランジン合成酵素阻害作用をほぼ持たないため、臨床現場ではアスピリン喘息罹患者に対しても一般的に使用されてきたが、2023年9月までは添付文書にはアスピリン喘息患者には禁忌と記載されていた。米FDAによるアセトアミノフェン禁忌・注意事項には、アスピリン喘息に対しての注意自体がない。

## 副作用

### 高血圧
アセトアミノフェンは高血圧を悪化させる可能性があるとされる。

### 肝障害
パラセタモール中毒も参照
アセトアミノフェンはシクロオキシゲナーゼ (COX) 活性阻害が弱くNSAIDsに見られるような胃障害の副作用が発生する頻度は低いが、肝障害の発症頻度が高まる恐れから、アセトアミノフェンを325mg以上含有する医薬品の処方中止を、2014年にアメリカ食品医薬品局が勧告した。米国ではアルコールに次いで2番目に多い肝硬変の原因物質である。特に小児がアセトアミノフェン製剤の糖衣錠やシロップ薬を誤って過量内服する例が目立つ。大量服用だけでなく少量の服用でも急性肝炎を発症する事がある。
また重篤な肝障害を有する患者には禁忌で、アセトアミノフェン4.8グラムを酒と一緒に服用し、急性肝不全で死亡した事例が1989年に報告されるなど、アルコール多量常飲者への投与は注意を要する。
犬や猫（特に猫）はグルクロン酸抱合能が低く、アセトアミノフェンを少量摂取しても中毒するため、アセトアミノフェン含有の解熱鎮痛剤を、犬や猫に投与してはならない。
ただし、一般的な風邪やインフルエンザのような短期使用の場合、投与量、投与期間は限られているため、副作用としての肝機能障害が問題になることはほとんどない。
過量服用時の治療には、独特のノモグラムを参照してアセチルシステインの投与量を決定する。服用量に対応して肝細胞内のグルクロン酸の枯渇はある程度予測でき、それを補充することで肝障害をある程度予防することができるからである。

### その他の副作用
- ショック[18]
- 中毒性表皮壊死融解症、スティーブンス・ジョンソン症候群[18]
- 顆粒球減少、血小板減少[18]
- 悪心、嘔吐[18]
- 喘息発作[18]
- 間質性肺炎、間質性腎炎、膵炎[18]
- 薬剤性過敏症症候群（発疹）[19]

## 作用機序
アスピリンと同様にCOX活性を阻害することでプロスタグランジンの産生を抑制するが、その効果は弱い。解熱・鎮痛作用はCOX阻害以外の作用によると考えられているが、詳細は不明である。
2002年に脳内で痛みの知覚に関与するシクロオキシゲナーゼ3 (COX3) が発見され、アセトアミノフェンがこのCOX3を特異的に阻害することで鎮痛効果を発現すると考えられた時期もあったが、アセトアミノフェンの鎮痛効果発現メカニズムとCOX3阻害効果を結びつけることは非常に困難であることが明らかになってきた。
2005年にZygmuntらにより、アセトアミノフェンの代謝物であるp-アミノフェノールが肝臓主体で産生された後に、大部分が脳内に、また、ごく一部は脊髄に移行しアラキドン酸と結合することで、N-アシルフェノールアミンを合成することを見いだした。このN-アシルフェノールアミンが鎮痛作用を示す源となる可能性を報告している。
2011年の日本薬局方解説書には、アセトアミノフェンはシクロオキシゲナーゼ系の阻害効果はほとんど持たず、視床下部の体温調節中枢に作用して表在毛細血管を拡張させることにより解熱作用を発揮するとされている。鎮痛作用は、視床および大脳に作用し、痛覚閾値を上昇させる経路によると推定するとされる。

## 代謝経路と解毒
経口投与では内服後30-60分で血中濃度が最高となる。5%はそのまま尿中に排泄されるが、残りの大部分は肝臓でグルクロン酸抱合あるいは硫酸抱合され、無毒化されたのちに尿中に排泄される。一部は肝臓のシトクロムP450によってNAPQI（N-acetyl-p-benzoquinone imine または N-acetylimidoquinoneとも呼ばれる）に転換される。NAPQIは毒性が高いが直ちにグルタチオン抱合を受けて無毒のメルカプツール酸とされ尿中に排泄される。しかし、アセトアミノフェンが大量に摂取され、肝細胞内のグルタチオンが払底してしまうとNAPQIが肝細胞内の蛋白質や核酸と結合、特にミトコンドリア蛋白と共有結合、呼吸鎖抑制や酸化ストレスを惹起することで肝細胞が障害される。そのため、アセトアミノフェンを多量に摂取すると肝臓毒性が現れる。例えば、常習の飲酒のためにシトクロムP450の活性が上昇している場合には、アセトアミノフェンの摂取量が少なくても中毒になりやすくなる。
アセトアミノフェン中毒に対してはグルタチオンの前駆物質であるアセチルシステインを使用する。グルタチオンを直接投与しても肝細胞には取り込まれないためである。アセチルシステインはアセトアミノフェン服用後8時間以内に投与する必要があるが、24時間以内の投与でも肝障害は抑制できないものの肝性昏睡を回復させ生命予後を改善する効果がある。

## 合成法
アセトアミノフェンは以下の手順で合成される。

アセトアミノフェンの合成

フェノールに希硫酸酸性条件下で硝酸ナトリウムを作用させてニトロ化し、2-ニトロフェノールと4-ニトロフェノールの混合物を得る。この混合物を分離して4-ニトロフェノールを精製する。精製した4-ニトロフェノールを水素化ホウ素ナトリウムで還元し、4-アミノフェノールを得る。この4-アミノフェノールに無水酢酸を作用させてアセチル化し、アセトアミノフェンを得る。
本反応でフェノールは反応を強力に促進させるため、穏やかな条件が必要となる。工業的なアセトアミノフェンの合成は、ニトロベンゼンから行われることが多い。

## 歴史
アニリン誘導体の一種であるアセトアニリドに解熱鎮痛作用があることが偶然発見されると、1886年にはCahn & Heppがアンチヘブリン(Antifebrin)の名前で商品化した。しかし、アセトアニリドにはメトヘモグロビン血症を引き起こすという副作用があるため、より毒性の低いアニリン誘導体が模索された。

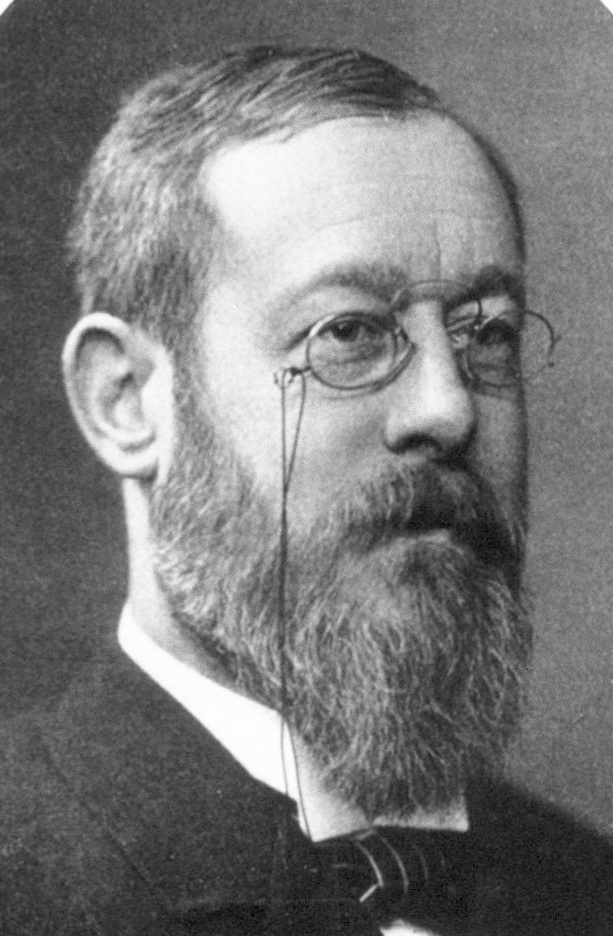
ヨーゼフ・フォン・メーリング

1877年、ジョンズ・ホプキンス大学のハーモン・ノースロップ・モースが、4-ニトロフェノールを錫と氷酢酸で還元することによりアセトアミノフェンを初めて合成した。なお、それ以前の1852年にCahn & Heppやフランスのシャルル・ジェラールがアセトアミノフェンを合成していたという報告もある。当初はアゾ色素の中間体として利用されていた。1893年にドイツ人医師ヨセフ・フォン・メーリングが初めて医薬品として使用した。1893年、メーリングはアセトアミノフェンと、同じアニリン誘導体であるフェナセチンの臨床結果を報告する論文を発表し、フェナセチンとは違い、アセトアミノフェンにはメトヘモグロビン血症を引き起こす可能性がわずかにあると主張した。これにより、フェナセチンが鎮痛剤として広く使われるようになり、その販売により、ドイツの製薬会社バイエルは世界有数の製薬会社となった。

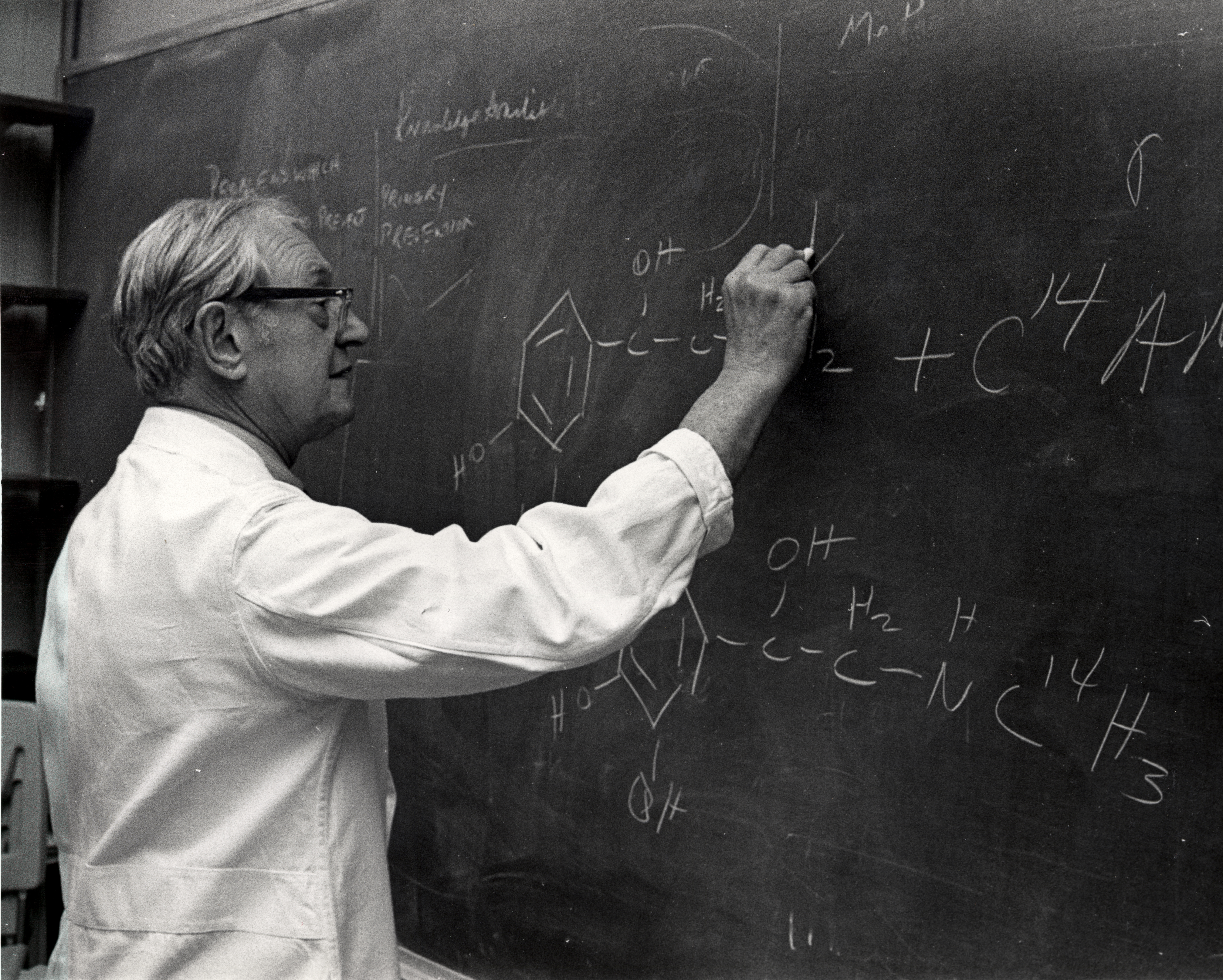
ジュリアス・アクセルロッド（写真の人物）とバーナード・ベリル・ブロディは、アセトアニリドとフェナセチンがいずれも、より耐性が高い鎮痛剤であるアセトアミノフェンに代謝されることを証明した。

メーリングの主張は半世紀に渡り学会に受け入れられてきた。1940年代後半、アメリカの2つの研究チームがアセトアニリドとフェナセチンの代謝を分析した。1947年、デイヴィッド・レスターとレオン・グリーンバーグは、アセトアニリドを摂取したヒトの血液中にアセトアミノフェンが含まれており、それがアセトアニリドの主要代謝物であるという強い証拠を発見した。その後の研究で、ラットにアセトアミノフェンを大量に投与してもメトヘモグロビン血症を引き起こさなかったことを報告した。1948年、バーナード・ベリル・ブロディ、ジュリアス・アクセルロッド、フレデリック・フリンは、アセトアミノフェンがアセトアニリドの主要代謝物であることを確認し、アセトアミノフェンにもアセトアニリドと同様の鎮痛作用があることを証明した。この研究グループは、メトヘモグロビン血症はアセトアニリドの別の代謝物であるフェニルヒドロキシルアミンによって引き起こされることを示唆した。ブロディとアクセルロッドの1949年の論文では、フェナセチンもアセトアミノフェンに代謝されることが明らかにされた。これらの研究によりアセトアミノフェンが見直され、解熱鎮痛剤として広く用いられるようになった。

## 事件
1999年に埼玉県で、市販の風邪薬と酒を大量に摂取させて殺される事件が発生した。埼玉県警察は容疑者を絞り込んでいたものの、被害者の体内から毒物の物的証拠を確認できなかったため逮捕に至らなかったが、風邪薬に含まれるアセトアミノフェンと酒を同時に大量摂取することで、死亡に至る危険性があるという調査結果を得て、容疑者の逮捕に踏み切った。
アメリカ合衆国では、アセトアミノフェンの大量摂取による中毒死が発生しており、日本でも前述の殺人事件の発生をきっかけに、日本薬剤師会から販売体制の徹底が薬局に通知された。

## 限定出荷
2022年には新型コロナウイルス感染症の第7波による影響で、国内での需要が急速に増加し、あゆみ製薬が販売する「カロナール」で通常出荷へ向けて限定出荷をしていたが、2024年12月をもって限定出荷を解除し通常出荷状態になっている。